# Realmente Bella Señorita Panamá 2009
Realmente Bella Señorita Panamá 2009 es la segunda edición del certamen en formato reality Show. Fue la 43.ª celebración del concurso Miss Panamá para Miss Universo y Miss Mundo y 26va edición Anual del concurso Señorita Panamá cuya final se llevó a cabo en el Tihany Spectacular con galas celebradas en el auditorio Ascanio Arosemena,  Panamá, Panamá el viernes 15, mayo de 2009. El concurso enviara a dos ganadoras una a Miss Mundo 2009 y otra a Miss Universo 2009. 
A mitad del show, se eligió y coronó con el título Señorita Panamá Universo 2009 y designada para representar al país en Miss Universo 2009 y la primera finalista al concurso Miss Continente Americano 2009.
Cerca de 10 concursantes de todo Panamá compitieron por la prestigiosa corona. Señorita Panamá 2008 Carolina Dementiev de Panamá Centro coronó a Diana Broce de Los Santos como la nueva Señorita Panamá Universo, de igual manera Señorita Panamá 2006 Giselle Bissot de Panamá Centro coronó a Nadege Herrera de Panamá Centro como la nueva Señorita Panamá Mundo . 

## Resultados finales
| Resultado Final                                   | Concursante                                                                                   |
| ------------------------------------------------- | --------------------------------------------------------------------------------------------- |
| Realmente Bella Señorita Panamá / Miss Mundo 2009 | - Panamá Centro - Nadege Herrera                                                              |
| Señorita Panamá / Miss Universo 2009              | - Los Santos - Diana Broce                                                                    |
| Señorita Panamá Continente Americano              | - Panamá Este - Liseth Díaz                                                                   |
| Semifinalistas                                    | - Chiriquí Occidente - Lissa Talesca - Panamá Oeste - Aylin Delgado - Herrera - Lidia McNulty |

### Premios especiales
| Premio               | Representación  | Concursante    |
| -------------------- | --------------- | -------------- |
| Mejor Traje Nacional | - Panamá Centro | Nadege Herrera |
| Miss Simpatía        | - Chiriquí      | María Pretelt  |
| Miss Fotogenica      | - Colón         | Alicia Durán   |
| Mejor Cara           | - Panamá Centro | Nadege Herrera |

## Jurado
- Carolina Dementiev - Realmente Bella Señorita Panamá 2008
- María Sofía Velásquez - Señorita Panamá 1993
- Miguel Herrera

## Candidatas
| Representación     | Concursante         | Edad | Estatura | Residencia |
| ------------------ | ------------------- | ---- | -------- | ---------- |
| Chiriquí Occidente | Lissa Talesca       | 20   | 1.70     | Boquete    |
| Chiriquí Oriente   | Giosue Cozzarelli   | 19   | 1.67     | David      |
| Colón              | Alicia Durán        | 18   | 1.78     | Colón      |
| Los Santos         | Diana Broce         | 22   | 1.70     | Las Tablas |
| Panamá Centro      | Nadege Herrera      | 22   | 1.82     | Panamá     |
| Herrera            | Lidia McNulty       | 19   | 1.70     | Las Tablas |
| Panamá Este        | Liseth Díaz         | 24   | 1.70     | Panamá     |
| Panamá Oeste       | Aylin Delgado       | 18   | 1.72     | Panamá     |
| Chiriquí           | María Luisa Pretelt | 22   | 1.71     | David      |
| Veraguas           | Stephanie Thompson  | 18   | 1.71     | Panamá     |